# 医療事故
医療事故（いりょうじこ、英: Medical accident）は、一般に医療に関する事故をいう。医療事故には、軽微なものから重大なものまで様々であり、医療従事者に過失が無い場合や、因果関係がはっきり調査されていない場合も含む。医療における過失によって患者に損害が発生した場合は医療過誤と呼ばれる。

## 定義

### 厚生労働省による定義
厚生労働省リスクマネージメントスタンダードマニュアル作成委員会によると、次のように定義されている。なお、医療過誤は医療事故の一類型とされている。

### 医療事故の例
例1：患者が廊下を歩行中に転倒し怪我をした。
市中においては当人の自己責任とされる事でも病院内においては医療者が患者の安全を確保しなければならない。それと引き換えに、患者は医療者の指示を厳守する義務を負う。
例2：看護師が自分の手に注射針を刺し、事故を生じた。
B型肝炎やHIVなどのように、医療者にとって感染により命にかかわる場合も存在する。また、特に女性看護師はストーカー行為やセクハラ行為、患者による暴力行為の危険にも晒されており（→モンスターペイシェント）、このような事案のどこまでを医療事故とするかの線引きは難しい。

### 医療法に基づく定義
医療法により新たに定義された「医療事故」は，「提供した医療に起因し，又は起因すると疑われる死亡又は死産であって，当該管理者が当該死亡又は死産を予期しなかったものとして厚生労働省令で定めるもの（6条の10）」である。通常の用語と異なり、死亡事故に絞っている点に注意が必要である。
すべての病院、診療所、助産所の管理者は、該当する事故が発生した場合は、滞りなく医療事故調査・支援センターに報告しなければならない（6条の10）。

## 医療事故の大規模調査

### アメリカ合衆国
アメリカ合衆国においては、これまで医療事故による死亡率が正しく議論されてこなかったという批判を受け、医療事故による死亡が（最も多く見積もれば）米国の死因の一位になった試算と共に、個人の断罪に終わることなく再発防止を主眼に置いたシステムを構築するよう提言が出されている。2006年の報告では、毎年150万人が医療ミスの影響を受け、40万人が薬害を受け、薬剤関連障害は8億8700万ドルの余剰医療費を必要としたと報告している。また、誤診の数トップ5は感染症、腫瘍、心筋梗塞、肺塞栓症、心血管疾患と報告されている。。

### 日本
こうした米国の動きおよび前記のような事案がマスコミを賑わした事を受け、日本でも2001年度より厚生労働省が全国の病院から医療事故の情報を収集している。
そのため2014年、医療法施行規則一部改正にて、特定の医療機関には事故情報の報告が義務づけられた。同規則において事故情報の提出義務があるのは 国立病院、大学付属病院、特定機能病院のみであるが、その他の医療機関においても、登録分析機関に参加登録申請をすることにより、義務機関と同様の報告をすることが可能である。2013年12月31日現在では報告義務対象医療機関以外にも691の医療機関が参加登録申請をしている。
その後、2015年10月1日より改正医療法が施行され医療事故調査制度が実施されるに伴い，全ての医療機関において「医療事故」該当性のある死亡又は死産に対し，院内事故調査が義務づけられた。

## 医療事故予防
医療事故を予防するための対策が各病院で行われている。ここでは、その一例を紹介する
- 安全管理体制の整備

バックアップ、フェイルセーフ、フールプルーフといったヒューマン・エラーが入ることがないシステム整備が必要とされる。
- 安全管理体制の指針作成
- ヒヤリ・ハット事例の報告とまとめ

ヒヤリ・ハット事例になる段階ですでにヒューマン・エラーの入り込む余地があると考えられる。
- 院内報告制度の確立
- 職員研修の定期実施
- 医療安全管理者の配置
- 医療安全管理部門の配置
- 患者からのアンケート収集
- 患者相談窓口の設置
- 病院同士の情報交換

## 救済制度
- 名古屋弁護士会所属の弁護士の加藤良夫（南山大学法科大学院教授）などが中心になって、医療事故被害者を救済する制度（無過失補償制度）が提唱された[12]。医療事故の無過失補償制度は、スウェーデンやフィンランド、ニュージーランドなどの国において、既に実施されている。
- 日本では2009年より産科医療補償制度が開始され、同制度に加入している分娩機関の場合には補償が受けられるようになった。
- 医療事故のうち医薬品が関係する場合は、2002年に制定された医薬品副作用被害救済制度で救済制度が設けられている。

## 重大な事故事例の一覧
看護婦は2002年に看護師に改称されたが、当項目では看護婦時代の事例も含めすべて看護師で統一する。

### 戦前
- 1927年8月5日
神奈川県川崎市や大阪府のクロム加工工場で、クロムの強い毒性が原因の皮膚病が蔓延。当初は奇病や伝染病とされ、医師の誤診も重なって100人以上の死者と重症者が発生した。[要出典]
- 1936年3月5日…東京電灯付属病院（現・東京電力病院）
37歳主婦が歯の治療でレントゲン撮影中に感電して即死。技師や看護師も重軽傷を負った。原因は不明だが、機械の高圧線の漏電の可能性が高いと当時の警察や新聞が伝えている。

### 戦後
- 1948年12月
全国規模でジフテリアやBCGの予防接種による中毒者が続出。児童を中心に重い後遺症に苦しむ患者が続出し、特に京都では68名の死者が発生。戦後まもない状況でワクチンの無毒化が十分でなかったことが原因。
- 1951年8月2日…福井県、国立鯖江病院（現・公立丹南病院）
看護師が2人の入院患者の治療としてブドウ糖注射をしようとしたところ、誤って麻酔用の薬剤（ヌペルカイン）を注射したため、2人とも昏睡状態になり、数分後に死亡。
- 1956年5月15日
東京大学法学部長の尾高朝雄が東京都立駒込病院で歯の治療の際、ペニシリン注射の直後にショック症状を引き起こして死亡。ペニシリン注射によるショック死事故は年頭から発生が報告されていた（推定死者100人以上と言われている）が、この事故がきっかけで大きな社会問題となると共に医療事故が大きく報道されるようになった。
- 1956年5月17日
大阪府の小学校で、校医が予防接種としてツベルクリン注射をする際、児童107人に誤ってBCGを接種し、発熱者や入院者が出た。
- 1964年5月29日…国立東京第一病院（現・国立国際医療研究センター）
36歳男性が水虫の放射線治療を受けた際、技師が放射線量を規定より多く当ててしまったため被曝して重度の皮膚ガンとなり、両足を切断する事故が発生。病院側がミスを認め、多額の賠償金を支払うことで和解した。この事故をきっかけに皮膚病の放射線治療を取りやめる病院が相次ぎ、代わって皮膚病や水虫用の治療薬（内服薬や軟膏などの外用薬となる抗真菌薬）が本格的に開発されることになった。
- 1965年12月
東日本地域でインフルエンザの予防接種を受けた幼児や児童5名が重度のインフルエンザを発症し、相次いで死亡。ワクチンのウイルスを十分に弱めていなかったことが原因とされた。
- 1966年4月21日…岩手県、岩手県立南光病院
てんかんの新薬を投与された患者42名のうち3名が副作用が原因で死亡。その後の調査でこの新薬がまだ実験段階だった事が明るみに出て、当時「軽はずみな人体実験」と批判され、国会でも追及された。
- 1967年8月…東京都、東京都立築地産院（1999年に廃院し、東京都立墨東病院と統合）
33歳女性が女児を出産後、出血多量で死亡。医師の輸血ミス。
- 1969年4月4日…東京大学医学部附属病院
治療用の高圧酸素タンクが機械の漏電による火花が原因で爆発、炎上。機械を操作していた医師と看護師、タンク内で治療を受けていた患者2名の計4名が爆風や炎に巻き込まれるなどして焼死。
- 1969年4月27日…千葉大学医学部附属病院
32歳男性患者の採血を行った際、看護師の機械の取り扱いミスで静脈に空気が逆流してしまう。男性は意識不明の重体となり、約1ヶ月後に死亡。裁判で病院側の敗訴が確定し、罰金刑を受ける。
- 1972年9月19日…関西医科大学付属病院（現・関西医科大学附属滝井病院）
血液型不適合輸血（O型の男児にAB型を輸血され死亡）が発生。担当医師が書類送検される。
- 1973年ごろ
乳幼児への筋肉注射の副作用として大腿四頭筋短縮症が多発し、社会問題となる。
- 1973年2月28日…兵庫県、西宮市立中央病院
男性患者が十二指腸潰瘍の手術を受けた際、手術中に酸素を送るはずが笑気ガス（亜酸化窒素）を送ってしまう。執刀医と看護師がガス管を繋ぎ間違えたのが原因。患者は低酸素脳症に陥り、約1年間の昏睡状態の末、意識が戻らず翌年1月に肺水腫による肺炎や心不全を併発して死亡。医師は1974年6月21日、神戸地裁尼崎支部において禁錮6ヶ月、執行猶予1年の有罪判決を受けた。
- 1973年4月5日…岩手県、岩手県立大船渡病院
院内で悪性の膿疱疹が蔓延。21名が感染し、4名死亡。病院の管理体制の不備が原因。
- 1973年4月29日…東京都、町田市立中央病院（現・町田市民病院）
手術後に死亡した女性入院患者の火葬した遺体から手術用鉗子が発見され、手術中に置き忘れたものではないかとして問題になる。
- 1975年…埼玉県浦和市の病院
医師が虫垂炎手術の際、誤って患者の回腸を傷付けてしまい、腹膜炎を併発させて患者を死亡させる事故が発生。群馬県前橋市の病院でも医師が患者の盲腸手術の際に麻酔薬（ネオペルカミンS）を指示したところ、看護師が誤って静脈注射用止血剤（トランサミン）を持ち出し、医師が薬剤を確認せずに注射して患者を痙攣や呼吸困難で死亡させるミスが発生。この他にも盲腸手術での手術ミスが相次いだ。
- 1975年3月22日…広島県呉市、産婦人科病院（開業医、現存せず）
院内で新生児28人と母親17人がサルモネラ菌に集団感染。新生児4名が死亡、2名が脳性麻痺の後遺症を患う。病院の管理体制の甘さを指摘され、この病院はその後閉鎖された。また元院長は患者側に多額の賠償金を支払っている。
- 1975年7月10日…広島県因島市、開業医（現存せず）
この病院で神経痛などで関節にステロイド注射を打ってもらった患者を中心に骨関節結核が蔓延。結果的に96名が感染する集団感染となり、うち14名が死亡。院内でも院長や担当医師、看護師が結核に感染し、このうち院長が死亡したため病院は閉鎖された。注射器の消毒が不十分だったとされている。広島県では3月にも病院内の集団感染があったばかりで、厚生省や広島県の保健所の管理体制の甘さに多くの批判が飛んだ。
- 1976年7月26日…和歌山県、和歌山日赤病院（現・日本赤十字社和歌山医療センター）
10歳男児が扁桃腺（扁桃炎）の手術後に吐血し、窒息して急死。病院側の手術ミスが指摘され、両親が病院と医師を相手取って訴訟を起こした。
- 1976年9月29日…奈良県、奈良県立医科大学附属病院
女性患者が子宮外妊娠手術の際、医師の機器の取り扱いミスから酸素ではなく笑気ガスを患者に送ってしまう。女性は意識不明のまま、約2ヶ月後に死亡。
- 1976年12月6日…新潟県、新潟鉄道病院（現・JR新潟鉄道健診センター）
38歳女性が子宮筋腫の手術後、看護師が投薬ミスで食欲を増進させる薬を大量に飲ませてしまう。女性は直後にショック症状を引き起こして昏睡状態となり死亡。
- 1976年12月25日…京都府、石野外科病院（現・脳神経リハビリ北大路病院）
入院、手術後に急死した43歳男性の火葬遺体から手術用鉗子が発見される。
- 1977年2月19日…宮城県、石巻赤十字病院
33歳男性患者が椎間板ヘルニアの手術を受けた際、執刀医が腹部の動脈を傷付けた事に気付かないまま手術を終えた。患者は手術後に腹部内出血多量で急死。後に執刀医は自殺した。
- 1977年2月25日…広島県の病院
糖尿病を患っていた男性患者に医師が誤って高血圧治療薬を投与してしまう。男性は遷延性意識障害に陥った。
- 1977年3月…宮崎県、大迫外科病院（現存せず）
12歳男児の盲腸手術の際、医師が麻酔前後の注意を怠った事が原因で男児を遷延性意識障害にしてしまう事故が発生。
- 1977年7月8日…埼玉県、高木外科内科病院（現・高木クリニック）
男性糖尿病患者の糖検査の際、看護師がブドウ糖を投与するところを誤って結核の治療薬を投与して死亡させる事故が発生。
- 1977年12月22日…福島県、磐城共立病院（現・いわき市立総合磐城共立病院）
手術後に急死した男性入院患者の体内から手術用の鉗子が発見される。
- 1978年4月30日…国立東京第二病院（現・国立病院機構東京医療センター）
発熱のために入院していた3歳女児に医師が薬を投与した際、投薬効果の出ない抗生物質を投与した。女児は容態が悪化して細菌性心膜炎を発症し、数日後に死亡した。
- 1979年6月16日…大分県、九州大学温泉治療学研究所付属病院（現・九州大学病院別府先進医療センター）
当時の大分合同新聞の社長であった長野正（67歳）の胆嚢検査の際、医師が誤って内視鏡で十二指腸を傷付けてしまう。長野は腹膜炎と急性腎不全を併発し約2ヶ月後に死亡した。裁判で病院側の検査ミスを全面的に認め、病院に3億1000万円の賠償判決を出している。
- 1979年10月30日…宮崎県延岡市、開業医
54歳医師が11歳男児の単純な盲腸手術の際に誤って大腸を切り取り、男児を汎発性腹膜炎による出血多量で死亡させる事故が発生。担当医師は前年頃から医師不足による過労や労使トラブルからベテラン看護師に一斉退職されて新人看護師の育成をしながら深夜まで医療事務をしなければならないなどの極度の負担を強いられ、手の震えや不眠症を引き起こすなど精神が不安定になっており、誘眠のために精神安定剤や酒を頻繁に服用していたことが判明した。医師は1980年8月27日、宮崎地裁延岡支部にて禁錮1年、執行猶予4年の有罪判決を受けている。
- 1980年5月23日…東京都、三井記念病院
50歳代の女性心臓病患者にヤギでの生体実験で生存最長記録を作った人工心臓を取り付け、わずか2日間で急死させた事が5月30日に明らかとなった。
- 1982年2月…北海道、札幌医科大学医学部付属病院（現・札幌医科大学附属病院）
高血圧症で通院治療中の73歳女性患者が、医師より糖尿病薬を投与されて意識不明の重体になり、その後遷延性意識障害になってしまった。この事故が1983年7月9日に明るみに出て問題になる。
- 1982年4月6日…東京都、公立学校共済組合関東中央病院
5歳男児の手術の際、医師が誤って通常の2倍以上の麻酔薬を投与する事故が起きる。男児は遷延性意識障害となり、約2ヶ月後に死亡。
- 1982年4月20日…東京都八王子市、歯科医院（開業医、現存せず）
69歳の院長が3歳女児の歯の治療の際、歯に「フッ化ナトリウム」を塗るところを誤って劇薬の「フッ化水素（フッ化水素酸）」を塗ってしまい、女児を急死させてしまった。院長の妻が材料業者に「フッ素を持ってきてほしい」と電話で注文し、業者が誤って「フッ化水素酸」を配達。その後院長が十分に確認しないで使用したことが原因。院長のショックは大きく、女児の通夜の席で脳血栓を発症して倒れ入院。回復して退院した後の1983年2月24日、東京地裁八王子支部において禁錮1年6ヶ月、執行猶予4年の有罪判決を受けた。その後この歯科医院は院長が自主廃業し建物も解体された。現在跡地は一般住宅が建っている（八王子市歯科医師フッ化水素酸誤塗布事故）
- 1982年6月…東京都、国立小児病院（現・国立成育医療研究センター）
1歳女児の心臓手術の際、執刀医が誤って大動脈を糸で縛って急死させる事故が発生。この手術ミスが発覚したのが翌年の1月3日だったために問題視され、当時の院長が厚生省より厳重注意処分を受けている。
- 1982年11月…東京都、荻窪病院
37歳女性患者が胃がんの手術を受けた際、執刀医が体内に鉗子を置き忘れ、1983年6月に別の病院で発見される。女性は同年7月に死亡。その後1985年1月17日に遺族が荻窪病院を告訴に踏み切り、この事故が明るみに出る。
- 1983年6月13日…北海道士別市、産婦人科医院（開業医、現存せず）
深夜、当時見習いだった19歳の看護師が石油ストーブの取り扱いを誤って病室の温度を40度以上にしてしまったため、入院中の新生児3名が脱水症状で死亡した。この病院では慢性的に看護師が不足しており、見習い看護師も正看護師と同等の勤務を強いられていた。また、この時間帯に正看護師がほとんどいなかったことも問題視された。この事故をきっかけとして室内温度が自動できめ細かく設定できるエアコンの導入が全国の病院で進められた。
- 1983年10月27日…大阪府池田市、産婦人科・小児科医院（開業医）
出生直後の新生児が重症の新生児黄疸を発症していたのを、55歳女性医師が感染症と勘違いして治療ミス。適切な治療が遅れた結果、新生児は脳の神経細胞が破壊される核黄疸を発症して重い脳性麻痺の後遺症を負い、医師は裁判で約6500万円もの賠償金を両親に支払うことになった。
- 1984年5月…愛知県、国立名古屋病院（現・国立病院機構名古屋医療センター）
同病院の58歳医長が胃と膵臓の手術を受けた際、看護師が腸に流さなくてはならない栄養剤を誤って静脈に注入してしまう。医長は意識不明の重体となり2日後に死亡した。同年10月20日、当時の院長ら6名が厚生省より懲戒処分されている。
- 1984年5月9日…富山県、高岡市民病院
5歳女児が脱腸の手術を受けた際、医師が麻酔後の酸素吸入装置のスイッチを誤って切ったことに気付かず放置してしまう。女児は重度の低酸素脳症による脳死状態となり、意識が戻ることは無くそのまま死亡した。
- 1984年9月7日…兵庫県、兵庫県立こども病院
生後8ヶ月の女児の手術の際、酸素と笑気ガスを間違えて吸引させ、女児は遷延性意識障害になってしまった。
- 1984年9月24日…岩手県、岩手県立中央病院
9月7日の事故と同じく、手術の際の酸素と笑気ガスのバルブ取り扱いミスで35歳主婦が遷延性意識障害になったことが判明。どちらも単純なバルブ取り付け時の確認ミスであり、相次ぐ麻酔の取り扱いミスに厚生省は異例の警告文を出している。
- 1984年10月10日…熊本県、球磨郡公立多良木病院
盲腸の手術を行った男性患者が麻酔ミスで意識が戻らずに死亡する事故が発生。手術前に行った麻酔設備工事の際、施工業者の杜撰な手抜き工事で麻酔用の挿入パイプを付け間違えるミスを犯していたことが判明し、郡と病院が業者を告訴する事態に発展した。
- 1987年7月26日…三重県、三重大学医学部附属病院
小児科に勤務する25歳の女性研修医、28歳男性医師、35歳女性看護師が重症のB型肝炎に感染し、研修医と男性医師が死亡、看護師が重症となった。広域感染には至らなかったものの、感染源は患者で部屋の消毒が十分でなかったことが原因で問題となる。この事故から9日後の8月4日にも福岡大学病院で同種の事故が起き、医師2名が感染して死亡している。
- 1987年9月29日…福島県、市立総合磐城病院（現・いわき市立総合磐城共立病院）
28歳の妊婦が妊娠中絶希望の女性と間違えられて中絶手術させられる。1988年2月にも香川県高松市の産婦人科（開業医）で同種の事故が起きている。
- 1987年12月…佐賀県、国立嬉野病院（現・国立病院機構嬉野医療センター）
患者2名が手術中の麻酔ミスで死亡。治療棟の増設工事の際、業者が酸素と笑気ガスのパイプをつなぎ間違えていたのが原因。
- 1988年10月25日…鹿児島県鹿屋市、国立ハンセン病療養所の国立療養所星塚敬愛園
30歳男性医師が腰痛治療中の71歳男性と55歳女性の2名の患者に、本来は静脈に注入する血液造影剤を誤って脊髄に注入したため患者2名が痙攣を起こして急死する事故が起きる。
- 1989年…大阪府、箕面市立病院
女性患者が肝臓の一部を切除する手術を受け、その後2009年6月に肝機能障害で吹田市の病院に入院したところ、「肝腫瘍がある」と診断された。このため、翌2010年10月に再び手術を受けたところ、スポンジが摘出された。このスポンジは、箕面市立病院で最初に手術を受けた際に、手術で使用した物を置き忘れ、そのまま放置されていたものであることが判明した[13]。
- 1990年10月21日…愛知県、ヤトウ病院・愛知医科大学病院

- 1991年 - 1992年…愛媛県、済生会今治病院・愛媛大学医学部附属病院
1991年に右大腿骨を骨折した当時10歳代後半の男性が、済生会今治病院で手術を受けた後、翌1992年に機能回復のため愛媛大学医学部附属病院で再手術を受けた。ところがこの男性は、2014年に同一部位を再び骨折したため、済生会今治病院で再び手術したところ、問題の部位から、1991年か1992年の手術の際に置き忘れたと見られるガーゼが発見された。ガーゼの影響で炎症が起こり、骨を圧迫していたと見られている[14]。
- 1999年1月11日…横浜市立大学病院患者取り違え事故
- 1999年2月10日…都立広尾病院事件
58歳女性が左手指関節のリウマチ手術を受ける。手術は成功。翌日看護師が静脈内に外用の消毒薬を注射。患者は死亡。2月12日病理解剖、遺族は説明が不十分であるとした。2月14日通夜の時に遺族が異常血管を撮影。その後、遺族は被害届けと告訴状を出す。後青島都知事および石原都知事に誠意ある対応を要請。2004年、病院長の事故隠し、個人責任を決定（最高裁判所）2005年、東京高等裁判所で全ての裁判が終了。厚生労働省医道審査会は元院長を医師法違反、虚偽有印公文書作成、同行使で医業停止1年を決定。[15]

### 2000年〜
- 2001年3月2日…東京女子医大事件
- 2002年11月8日…慈恵医大青戸病院事件
前立腺癌の患者に対する腹腔鏡下手術で、約1カ月後の12月8日に死亡した。
- 2003年2月3日…香川県、高松赤十字病院
三つ子を妊娠して妊娠30週間目だった女性が、腹痛を訴え同病院で入院し診察を受けたところ、胎児1人が死亡していることが判明したため、医師から「他の胎児に毒素が回る恐れがある」と言われ帝王切開手術を受けた。ところが手術で生まれた胎児のうち、1人に脳室周囲白質軟化症の症状が出て、脳に重度の障害が残ったため、両親は病院側が不適切な判断で帝王切開手術をしたとして、高松地方裁判所に訴訟を提起。2015年4月に同地裁は原告の請求を認め、日本赤十字社に対し2億1,100万円の支払いを命じた[16]。
- 2005年4月…佐賀県、佐賀大学医学部附属病院
60歳代の男性患者に対し、心臓の大動脈の手術を実施したが、この際、出血が多いためとして、700枚のガーゼを使用。その後2011年9月に、当該の患者は体のだるさを訴え、別の病院の診察によって、体内にガーゼを置き忘れていたことが判明した[17]。同病院はガーゼを取り除く手術を改めて実施したが、患者は重篤な状態としている[18]。
- 2006年4月…京都府、京都大学医学部附属病院
当時30歳代の女性患者に対し、脳死肺移植手術を実施したが、女性は手術ミスにより死亡。同病院は2008年6月まで、肺移植手術を自粛。
- 2006年7月…大阪府、東大阪市立総合病院
消化器内科の20歳代の男性医師が、当時82歳の男性患者について、胃癌の可能性があることを見落とし、この男性はその後、2008年4月に癌性腹膜炎が見つかり、同年12月に死亡した。
- 2007年5月…東京都中央区の歯科医院
70歳代の女性に対し、人工歯根を歯茎に埋め込んだ上で義歯を付ける「インプラント」治療を行ったが、ドリルで顎の骨を削る際に、誤って動脈を傷付け、女性は出血で窒息に見舞われ死亡した。警視庁は2011年8月に、担当した歯科医師を業務上過失致死罪で書類送検した[19]。
- 2008年2月、香川県、香川県立中央病院
手首の骨折で手術を受けることになった50代の女性についてX線画像を撮影したところ、肺に影が映っていたにもかかわらず見逃された。また同年8月に、この女性は別の治療の経過観察を受けていたが、この時も、CT検査を実施した放射線科の担当者が、肺に影が映っているとの所見を電子カルテに記載したが、産婦人科の男性医師は気付かぬまま放置。その後この女性は、別の病院で診察を受けたところ、肺癌の存在が判明。女性は中央病院に入院したが、病院側はその後も、ミスに気付いていながら、女性に伝えず治療を続け、女性は2010年10月に死亡した。同県側は女性の遺族に対し、5,000万円の損害賠償を支払う方針を決めた[20]。
- 2008年3月…愛知県、名古屋大学医学部附属病院
県内の30歳代の男性患者が、かかりつけの医師から同病院を紹介され受診したところ、癌の疑いがあると診断され、同病院は手術を行うことを決めたが、その後3年間に渡り患者に対して手術の連絡をしてこなかった。その後患者は症状が悪化し、同病院で再受診したが、入院の連絡が行われていなかったことがこの時点で判明。患者は手術を受けたが、癌が肺に転移したことによる呼吸不全で2012年4月に死亡した[21]。
- 2008年〜2014年…千葉県がんセンター
腹腔鏡を使った手術を受けた患者11人が相次いで死亡。この問題を調査してきた千葉県の第三者検証委員会は、11人のうち10人の手術で問題点を指摘した[22]。
- 2009年6月…大阪府、東大阪市立総合病院
急性心不全を発症し意識障害がある状態で救急外来に搬送されてきた当時59歳の男性に対し、約7分間に亘り酸素が供給されず、この男性は翌2010年4月に、意識が戻らないまま敗血症性ショックで死亡した。
- 2009年6月 - 2012年9月…福岡県、産業医科大学病院
同病院で関節リウマチの治療を行っていた患者のうち、メトトレキサートの投与を受けていた患者10人が、悪性リンパ腫を発症するなどして死亡した。医療行為としての問題は無いとされたものの、うち5人についてはカルテへの記載が不十分だったとして、診療責任者の医学部教授ら計8人が2013年8月28日付で、9月11日から3か月間の出勤停止処分となった[23]。
- 2009年11月…大阪府、大阪大学医学部附属病院
悪性リンパ腫の当時70歳の男性に対し、同病院で抗癌剤の一種である「リツキシマブ」の投与治療を受け、悪性リンパ腫は快方に向かったが、その後B型肝炎での劇症肝炎を生じ肝不全にて死亡。遺族側が、B型肝炎キャリアと把握していながら、早期に抗ウイルス薬投与を行わずリツキシマブを投与し続けたことが死亡原因であるとして、2012年11月19日に同病院を相手取り大阪地裁に訴訟提起。請求棄却。[24]。
- 2009年以降…愛媛県、今治市内の産婦人科医院
この医院でお産を手がける50歳代の男性医師が、同年以降2016年までの8年間において、2012年に30歳代の女性が出産後の出血が止まらず死亡したりするなど、重大な医療事故を6件発生させていたことが明らかとなった。2016年12月11日、日本産婦人科医会がこの産婦人科に直接出向き、改善指導を行った[25] 他、愛媛県も臨時立入検査を実施[26]。この件を受け、日本産婦人科医会は、医療事故を繰り返し引き起こすリピーター医師への直接指導を制度化することになった[27]。
- 2010年9月…奈良県、健生会土庫病院
当時53歳の男性は、胃を悪くして2月に別の病院で検査を受けた際、胃カメラ検査で胃潰瘍と診断された。しかし念のため半年後に土庫病院で診察を受け、担当医師により胃癌と診断されていたものの、別の男性医師が胃潰瘍だと説明して胃薬を処方した。約２年間後、この男性は末期癌と判明し、2012年7月3日に死亡した。奈良地裁は、病院を運営する社会医療法人健生会などに約6,200万円の支払いを命じると共に、2010年9月から間もなく適切な治療を受けていれば、67歳ごろまでは延命できた高度の蓋然性があると指摘した[28]。
- 2010年12月、大阪府内の私立病院
この病院で生まれた新生児が、分娩室で、母親に直接抱かせる「カンガルーケア」を受けたが、授乳後に呼吸が停止し、低酸素脳症に陥り重度の後遺障害が残った。母親は大阪地裁に対し、カンガルーケアが原因であると訴えを起こした。2013年9月11日に同地裁は、低体温であることを「タオルに包まれていた」などとして否定した上で、「障害はカンガルーケアによるものとは認められない」として訴えを退けた。カンガルーケアを巡る訴訟として初の司法判断となった[29]。
- 2011年 - 2014年…群馬大学病院腹腔鏡手術後8人死亡事故
- 2011年1月…大阪府、大阪市立大学医学部附属病院
大阪府内在住の50歳代の男性患者に対し、結腸静脈瘤からの出血源特定検査の救急の現場で薬剤を注入する措置を行っている最中に大量出血があったため、輸血を実施した。その際、この患者の血液型がB型であったにもかかわらず、誤ってA型の血液を輸血してしまい、この患者は重体の状態が続いていたが、その後2月17日に死亡した[30][31]。2011年6月の医療事故調査報告書によると、救急の現場でのヒューマンエラーが複数回、重なった結果であると指摘され、改善策が提言されている[32]。
- 2011年5月…福岡県、福岡大学病院
80歳代の女性患者に対し、同月下旬に心臓の弁を人工弁に交換する手術を実施したが、手術の際に石灰化した弁が心臓内部に入らないよう心臓入口に被せていたガーゼを、そのまま放置した。患者は手術の翌日に腹部に血栓が生じて両足に血行障害が起こるなどしたため、再手術を行なったが、患者は多臓器不全を起こし死亡した[33]。
- 2011年8月…宮城県、石巻赤十字病院
50歳代の女性が、乳癌の手術を受けた後呼吸困難に陥り、同月13日に同病院に搬送された。この女性は、癌性心膜炎の影響で心嚢に水が溜まった状態だったことから、20歳代の男性医師が心嚢から水を抜き取るためビニール筒を刺したが、この際に筒の内側にある針を抜き忘れたため、女性はその翌朝に呼吸停止し死亡した[34]。宮城県警は2012年9月20日に元医師の男性（30）を業務上過失致死罪で、女性医師（28）を医師法違反それぞれ書類送検した。男性は2012年8月末、同病院を依願退職している[35]。
- 2011年10月…京都府、京都大学医学部附属病院
肺リンパ脈管筋腫症の女性に対し、脳死肺移植手術を実施したが、手術中に人工心肺装置が停止して気泡が入るなどし、再始動まで約4分かかった。手術後、女性は脳障害を起こして意識不明の重体になり、術後8か月経過した時点でも人工呼吸器管理中であり脳障害は改善していない[36][37]。
- 2011年11月…京都府、京都大学医学部附属病院
50歳代の男性患者が、5日に脳死肝移植手術を受け、手術そのものは成功したが、持病として抱えていて並行して受けていた腎不全の透析治療に使用していた透析器具を交換する際、この患者に本来使用していた血液濾過器具ではなく、血漿分離器具を装着。患者は交換後約3時間後に血圧が低下し、11月13日午前10時50分頃に脱水症状を起こし死亡した。当時、医療器具を専門に扱う臨床工学士が不在で、当直医2名と看護師1名が対応しており、病院の安全対策が問題であると指摘された。この3名は業務上過失致死容疑で書類送検された[38][39]。
- 2011年12月…愛媛県、愛媛県立中央病院
2001年に喉頭を摘出する手術を受け、喉に永久気管孔を開けていた70歳代の男性が、脳内出血で同病院に入院し緊急手術を受けた。12月になって、20歳代の看護師が、異物混入防止のために気管孔に宛がうガーゼと間違え、粘着性フィルムシートで孔を塞いでしまい、患者はこれがもとで窒息死した[40]。
- 2012年4月、大阪府、大阪市立大学医学部附属病院
白血病患者の女性が、末梢血幹細胞の移植手術を受けたが、合併症によって呼吸困難になるなどしたため、同病院は肺に酸素を送り込むための蘇生用具を使用することになった。しかし、この用具の組立方法を担当の看護師が誤ったため、肺に十分に酸素が送られなくなり、患者は意識不明の重体となり2週後に死亡した[41]。
- 2012年6月…徳島県、徳島大学病院
消化器官系の癌で入院していた60歳代の男性患者に対し腹腔鏡による手術を実施し、退院後もこの患者は外来で抗癌剤治療を継続して受けていたが、その後、抗癌剤の副作用による肝不全で死亡した。この男性については、血液検査で肝臓や腎臓の機能に正常値の最大40倍の異常値が出ていたにもかかわらず、担当医が見落としたとされる[42]。
- 2012年6月…東京都、さくらクリニック
体の痺れを訴え同クリニックで診察を受けた兵庫県内の女性が、担当医師から「幹細胞治療で症状が改善する可能性がある」と説明を受け、女性は脂肪幹細胞から調剤した製剤の点滴を受けたものの、症状は逆に悪化。女性は慰謝料などを求め、東京地方裁判所に提訴。2015年5月15日に同地裁は、「未確立な治療技術である再生医療に当たって十分な説明がなされておらず、治療方法の選択決定権を侵害した」などとして、同クリニックの院長らに対し184万円の支払いを命じた[43]。
- 2012年8月…兵庫県、宝塚市立病院
甲状腺の病気が悪化し入院していた50歳代の女性患者に対し、看護士の一人が、肺と人工呼吸器とをつなぐ気管チューブのテープを切ったが、この際、誤ってチューブに付属する機器の一部も切断してしまった。女性は脈拍などが低下し、一旦は回復したが、13日に死亡した。病院側はミスを認めつつも、事故と死亡との因果関係は不明であるとしている[44]。
- 2012年9月 - 2014年2月…千葉県、千葉県がんセンター
同センターで、同じ男性医師が腹腔鏡手術を行った癌患者のうち、3人が術後しばらくして死亡していたことが明らかになった[45]。
- 2013年4月…神奈川県、横浜市立大学附属病院
同病院に前年の2012年8月から心不全や腎不全で入院していた女性患者に対し、病院側はチューブを鼻から挿入することで患者の腸に栄養液を注入していたが、これが詰まったため、翌2013年4月7日になって看護師が、医師の許可を受けて濃度25%の酢酸を投与したところ、腹痛を訴え24日に亡くなった。[46]。
- 2013年6月…兵庫県、兵庫県立こども病院
心臓疾患で同病院に入院していた生後1か月の女児が、28日に発熱を起こしたため、抗生物質『バンコマイシン』の点滴による投与を行った。点滴開始から約1時間40分後に詰まって入らなくなり、その後、右足指3本が壊死していることが確認された。この女児は8月になって、壊死した指を切除した。規定より10倍近い濃度で投与したため、血管が詰まったことが原因とされる[47]。
- 2013年6月…熊本県、熊本大学医学部附属病院
同病院では、60歳代の女性と80歳代の男性が、肺癌の疑いがあるとして肺の組織の一部を採取し、男性の側に肺癌が発見された。ところがその後2人の検体が入れ替わってしまい、癌の発見されなかった女性の側が、8月に肺の下部の約3分の1を切除する手術を受けた。女性はその後退院したが、呼吸機能が低下しており、経過観察中である[48]。
- 2013年11月…兵庫県、兵庫県立淡路医療センター。
同センターに心不全で入院していた当時77歳の男性患者について、容体が悪化し心電図に異常が生じたことを知らせるアラームが鳴動したが、看護師らはこれに約72分に亘り気付かず、患者はその後死亡した。病院側が、アラーム音を小さくしていたことも明らかになっている[49]。
- 2013年12月…東京都、国立成育医療研究センター病院
同病院に神経芽腫（小児癌の一種）で入院中の1歳の男児に、同月18日に本人から採取した末梢血幹細胞を移植予定だったが、主治医が間違えて、男児の隣室に同じ病気で入院していた4歳の女児に移植していたことが明らかになった。2人には健康被害などは出ていないとしている[50]。
- 2014年1月…福岡県、九州労災病院
不正出血が続いた50歳代の女性が、同病院で悪性腫瘍の有無を調べるため細胞診検査を受け、陰性と診断されたが、実際は同日に受診した別の人物の検体と取り違えられており、実際は疑陽性だった。その後、女性は別の医療機関で診断を受けたところ陽性と判明し、再度同病院で検査を受けたところ、癌が進行しており、別の病院で手術を受けたものの2017年4月に死亡した。女性の遺族は、検体取り違えで癌が見落とされ死亡原因になったとして、同病院を相手取り福岡地方裁判所小倉支部に訴訟を起こしている[51]。
- 2014年2月…東京都、東京女子医科大学病院
18日に、顎の下に腫瘍ができた男児について、腫瘍の摘出手術を行ったが、この男児はその3日後の21日に死亡した[52]。同病院の調査で、この男児に対しては、小児への使用が禁止されている鎮静剤であるプロポフォールが大量に投与されており、また、プロポフォールが過去5年間で63人の小児に対し使われていたことも明らかになった[53]。
- 2014年4月…東京都、国立国際医療研究センター
脊椎疾患で18日に検査入院していた当時78歳の女性に対し、整形外科の女性医師が脊髄造影検査を実施した際、脊髄への使用を禁止されている造影剤「ウログラフイン」を誤って注入し、その後にショックとなり、多臓器不全にて死亡した。東京地裁において業務上過失致死にて禁錮1年執行猶予3年の有罪判決。医業停止3か月の行政処分。[54]。
- 2014年7月21日…大阪府、大阪市立大学医学部附属病院
入院患者の60歳代の女性に対し、栄養補給目的で首からカテーテルを挿入したが、カテーテルが誤って血管外に挿入され、これが元で患者は一時心停止状態となり、低酸素脳症の後遺症が残った[55]。
- 2014年7月…東京都、東京女子医科大学病院
脳腫瘍の再発の疑いで入院していた当時43歳の女性に対し、痙攣の発作を抑制するため、抗てんかん薬の一種である『ラミクタール』を処方されたが、その結果、中毒性表皮壊死を発症した上、肺出血などを併発し死亡した。第三者機関の調査で、ラミクタールを添付文書に記載されている使用量の16倍に当たる過度な処方を実施していたことが指摘されているが、病院側は「適切な処方だった」として過失を否定している[56]。
- 2014年9月…兵庫県、県立加古川医療センター
同センターで60歳代の女性患者がクモ膜下出血の手術を受けた際に、頭蓋骨にドリルで穴を開けたが、この時にドリルが折損して、破片が頭部内に放置された状態となった。その後11月に再手術で破片を取り出し、女性には後遺症は残っていない模様である[57]。
- 2014年12月 - 2015年3月…兵庫県、神戸国際フロンティアメディカルセンター
同センターで生体肝移植手術を受けた患者7人のうち、4人が術後1ヵ月以内に死亡していたことが、2015年4月に明らかになった[58]。死亡した患者については、癌の手術を受けた数日後に手術を行ったり、臓器提供者に脂肪肝の症状があるなどしていた模様である[59]。
- 2015年4月 - 6月…千葉県、千葉市立海浜病院
心臓や大動脈などの手術を受けた50-70歳代の患者計7人が、手術から1-20日後に死亡していたことが明らかになった[60]。
- 2015年6月…東京都、順天堂大学医学部附属順天堂医院
岩手県在住の74歳の女性が、心不全を患い同医院に入院していたが、血圧を保つために注入していた強心剤の注入が断たれ、女性は低血圧によるショックから寝たきりとなった。看護師が点滴装置の電源をオフにしていたことが原因と見られている[61]。
- 2015年7月…兵庫県、製鉄記念広畑病院
70歳代の男性患者に対し十二指腸の内視鏡検査を実施するにあたり、本来なら洗浄に際して精製水を注入するところを、誤ってホルマリンを注入した。患者と家族は、誤注入で後遺症が出たとして、2016年10月13日に兵庫県警察に業務上過失致傷容疑で告訴状を提出した。こうした誤注入は、他にもホルマリンで洗浄した内視鏡を入れるという形で、55人の患者に対して行われていた模様である[62]。
- 2015年10月…東京都、東京慈恵会医科大学附属病院
消化管出血で救急外来を受診した72歳の男性が、胸部と腹部のCTスキャンによる検査を受け、検査を実施した放射線科医は、肺癌の疑いがあると画像診断報告書に記載したが、入院後に担当となった医師が診断書や報告書を確認せず、このため男性は肺癌が1年間以上見落とされて手術不能となり、2017年2月現在重篤な状態となっている[63]。
- 2015年…東京都、東京大学医学部附属病院
当時多臓器障害で入院していた男児に対し、鼻から胃に通したカテーテルを通して注入する薬を看護士がナースステーションで準備し、氏名を確認の上ケースに入れたが、病室へ運ぶ際に別の患者のものと取り違え、患者は血圧低下を起こすなどして翌日に死亡した。誤投与された薬の中には、当該の患者には処方されていなかった抗てんかん薬や抗痙攣薬も含まれていた模様である[64]。
- 2015年11月…群馬県、群馬大学医学部附属病院
上位頸椎奇形と診断された50歳代の男性に対し、骨に4本の医療用ねじを刺す手術を実施したが、このうちの1本が脊柱管に誤って刺さり、男性は右手足の麻痺や呼吸困難など、神経障害が残った[65]。
- 2015年7月…2016年12月…東京都、日本大学医学部附属板橋病院
口腔底癌の手術を受けた70歳代の男性に対し、容体が悪化した際に、医師の指示がないにもかかわらず、鎮静剤の一つである「プレセデックス」を投与するなど、プレセデックスの投与ミスが3件相次いでいたことが明らかになった。このうち、先述の男性患者は、癌が悪化しその後死亡している[66]。
- 2016年1月…大阪府、堺市立総合医療センター
同センターで、胃の痛みを訴えた70歳代の女性に対し、胃カメラ検査と病理検査を実施し、病理検査において胃癌と診断されたが、女性の主治医はこの検査結果を見落とし、胃カメラ検査を基に胃潰瘍や貧血と診断。このためこの女性に対する診断が約7ヶ月間遅れることとなり、女性はその後2017年9月に死亡した[67]。
- 2016年7月 - 2017年5月…東京都、東京都健康長寿医療センター
同病院で人工心臓を装着する手術を受けた患者5人のうち、少なくとも3人がその後死亡していたことが明らかになった。2017年5月に都が立入検査を実施して判明したもの[68]。
- 2016年8月…長崎県、国立病院機構長崎川棚医療センター
80歳代の女性が糖尿病などの治療で入院していたが、8月31日未明に必要量の約10倍のインスリンを投与され、約8時間後に死亡した。同センターでは過剰投与と死亡との因果関係は不明としつつも、患者の遺族に謝罪した[69]。
- 2017年6月…山梨県、山梨県立中央病院
交通事故に遭い重傷を負った60歳代の男性患者に対し、同病院が約5,600mlの血液を輸血したが、そのうちの約840mlについて、男性の血液型がO型であるにもかかわらず、間違ってB型の血液を輸血していた。男性は事故から約4時間後に死亡した。同病院では、輸血ミスと死亡との因果関係は無いとしているが、医療事故調査委員会を設置し詳しい原因を調査している[70]。
- 2017年9月…大阪府、大阪市立総合医療センター
同センターで心臓の手術を受けた生後2ヶ月の女児に対し、空気を送り呼吸を補助するチューブを、本来なら気管に挿入すべきところを、誤って食道に挿入。この影響で女児は一時心肺停止状態となり、低酸素脳症のため2018年2月現在も意識が無い状態となっている[71]。
- 2018年2月…神奈川県、横浜市立大学附属病院
同病院で2012年に、60代の男性患者に腎臓癌の疑いがあるとの診断書を作成したものの、検査を担当した医師および該当患者の主治医との間で診断内容が共有されず、2018年2月になって、他の病院で行われた検査において、癌が肺に転移した疑いがあると診断され、男性は同年4月30日に死亡した。同病院では、2018年の時点であれば既に手術が可能であったとして医療ミスを認めた。同大学の別の附属病院でも、2017年10月に類似の医療ミスで患者が死亡している[72]。
- 2018年6月…千葉県、千葉大学医学部附属病院
同病院において、コンピュータ断層撮影装置(CT)画像の見落としにより、癌患者2人が死亡していたことが明らかになった。30歳代から80歳代の患者計8人について、CT画像の見落としがあり、うち4人について診療に影響が生じ、2017年6月に肺癌患者が、12月に胃癌患者がそれぞれ死亡している[73]。
- 2018年8月…鹿児島県、鹿児島大学病院
同病院で2016年から2018年にかけて、入院患者15人がアシネトバクターに院内感染した可能性があることが明らかになった。感染者のうち8人は死亡しており、さらにこのうちの3人については、病状の悪化にアシネトバクターが関与した可能性があるとしている[74]。
- 2018年8月…山口県、国立病院機構関門医療センター
同センターに足の骨折で入院していた70歳代の男性に対し、抗がん剤の一種であるテモダールを過剰に投与する医療ミスが発生。この男性は骨折前から癌治療を受けており、デモタールを5日連続で服用した後、23日間は投与を中断する必要があったが、センターの医師の一人が誤った投与を繰り返し、男性は重篤な副作用により2018年6月に死亡した[75]。
- 2019年9月から2020年2月にかけて…兵庫県、赤穂市民病院
脳神経外科で8件の医療事故が立て続けに発生。詳細は赤穂市民病院#脳神経外科医療事件。
- 2020年11月…千葉県、千葉県立佐原病院
同病院に入院していた70代の女性が、麻酔用鎮痛剤の投与中に死亡。その後同病院側が調査したところ、投与されていた鎮痛剤は、痛みを抑制する効果は高いが、一方で、呼吸が抑制されるなどの副作用が生じることがあるため、投与中は呼吸の観察などが必要とされていたにもかかわらず、現場でこれらの情報が共有されておらず、必要な対応が取られていなかったことが明らかになった。同病院では、鎮痛剤を処方する際は薬剤師と協議することや、投与の際は看護師と連携し呼吸の観察を行うことなどを徹底するなどの再発防止策を発表した[76]。
- 2020年12月…兵庫県、兵庫県立西宮病院
　同病院で胆のうの全摘出手術を受けた40代女性の体内に、切除部位を入れるポリエチレン袋を残す医療ミスが発生した。その後1時間後に50代の男性執刀医が気付き、再手術を行って袋を取り除いた。女性の健康状態に問題はないという。[77]
- 2021年1月…大阪府、ヴェリテクリニック大阪院
同院で、二重顎の予防のため、顔や首の弛みの予防を目的としたレーザー照射の治療を受けた女性が、首や顔の広範囲に、加療6ヵ月を要する重度の火傷を負った。この治療で使われたレーザー照射機器は、同院の医師が個人で輸入した未承認の医療機器で、医師の厳格な管理下で使う必要があるにもかかわらず、医師は女性に静脈麻酔をした後、看護師に従前と同様の治療をするよう指示し、レーザー照射は看護師2人に任せられ、医師は立ち会っていなかった模様である。大阪府警察が同院を、業務上過失致傷容疑で家宅捜索しており、府警は、看護師任せの施術が常態化している可能性があると見ている[78]。

## 医療者に過失が認められなかったケース
- 1999年7月…杏林大病院割りばし死事件
7歳の男児が綿菓子の割り箸を咥えたまま転倒し、喉に刺さって折れた。男児は割り箸を自力で引き抜いた後病院に搬送された。医師は傷口を確認して軽傷と判断し、また男児の意識にも問題なかったため処置後帰宅させたが、翌日死亡。司法解剖の結果、喉の奥に割り箸の破片が刺さっており、脳まで達していたことが判明した。医師が業務上過失致死容疑で書類送検されたが、9年に渡る裁判の結果、予見は困難であり救命は不可能だっとして刑事・民事とも医師と病院の責任は否定され、無罪が確定した。しかしこの訴訟と一連の報道により医療崩壊が大きく進行したとされる。